# 18825 Alicechai
18825 Alicechai è un asteroide della fascia principale. Scoperto nel 1999, presenta un'orbita caratterizzata da un semiasse maggiore pari a 2,7997405 UA e da un'eccentricità di 0,0717591, inclinata di 2,66051° rispetto all'eclittica.